# Криничне (Кременчуцький район)
Крини́чне — село в Україні, в Пришибській сільській громаді Кременчуцького району Полтавської області. Населення становить 337 осіб.

## Географія
Село Криничне знаходиться на лівому березі річки Сухий Кобелячок, вище за течією на відстані 3 км розташоване село Сухий Кобелячок, нижче за течією на відстані 1,5 км розташоване село Дабинівка. Селом протікає пересихаючий струмок з загатою.

## Економіка
- Птахо-товарна ферма.